# ピーダ・イルステズ
ピーダ・イルステズ（Peter Ilsted、1861年2月14日 - 1933年4月16日）は19世紀後半から20世紀初頭にかけてデンマークで活躍した画家、版画家。同じくデンマークで活躍した画家、ヴィルヘルム・ハンマースホイの義兄にあたる。

## 生涯
ピーダ・イルステズはデンマーク南部のロラン島の北東海岸にあるシェラン地域のグルボソン市にある旧サクスコビング市の所在地で商人の父、イェンス・ペーダ・イルステド、母、ヨハネ・ソフィー・ルンドの息子として生まれる。 1878年からデンマーク王立美術院で5年間の研究コースを修了し、1883年にシャーロッテンボー春の展示会でデビュー。2年後、彼はイタリアを横断してエジプト、パレスチナ、ギリシャ、トルコへの研究旅行に参加。 その後、スコットランド、イギリス、オランダ、ベルギー、スペイン、モロッコ、フランスを訪れ、文化省の支援でパリ万国博覧会（1889）開催中のパリへも旅行している。 ヴィルヘルム・ハンマースホイとはデンマーク王立美術院で出会い、交友関係を築き、1891年、イルステズの妹のイーダ・イルステズがハンマースホイと結婚。ピーダ・イルステズはハンマースホイの義理の兄となる。1890年と1899年にエガスベア賞を受賞。1893年から1905年にかけてデンマーク王立美術院の助手となり、修復家として定期的に働き、1933年にコペンハーゲンで亡くなる。

## 作品
- ピアノに向かう少女[1]
- 遊ぶ二人の少女[2]
- イーダの肖像[3]
- 版画 ：半円形のテーブルの若い女性[4]

## ギャラリー

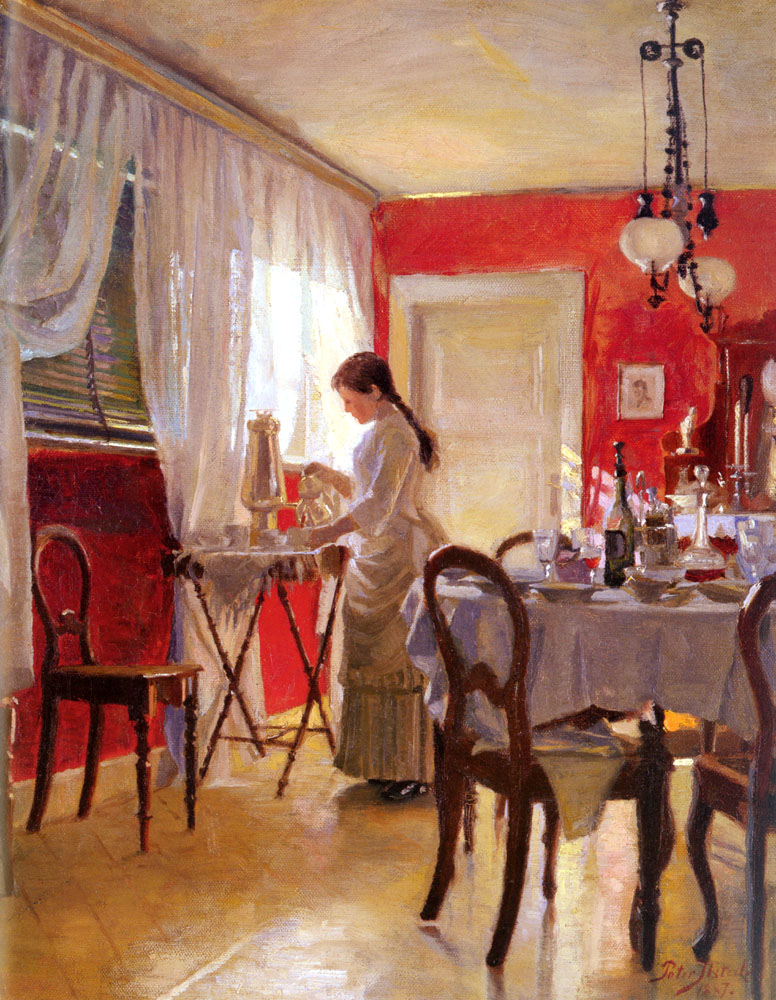
The Dining Room (c. 1887)
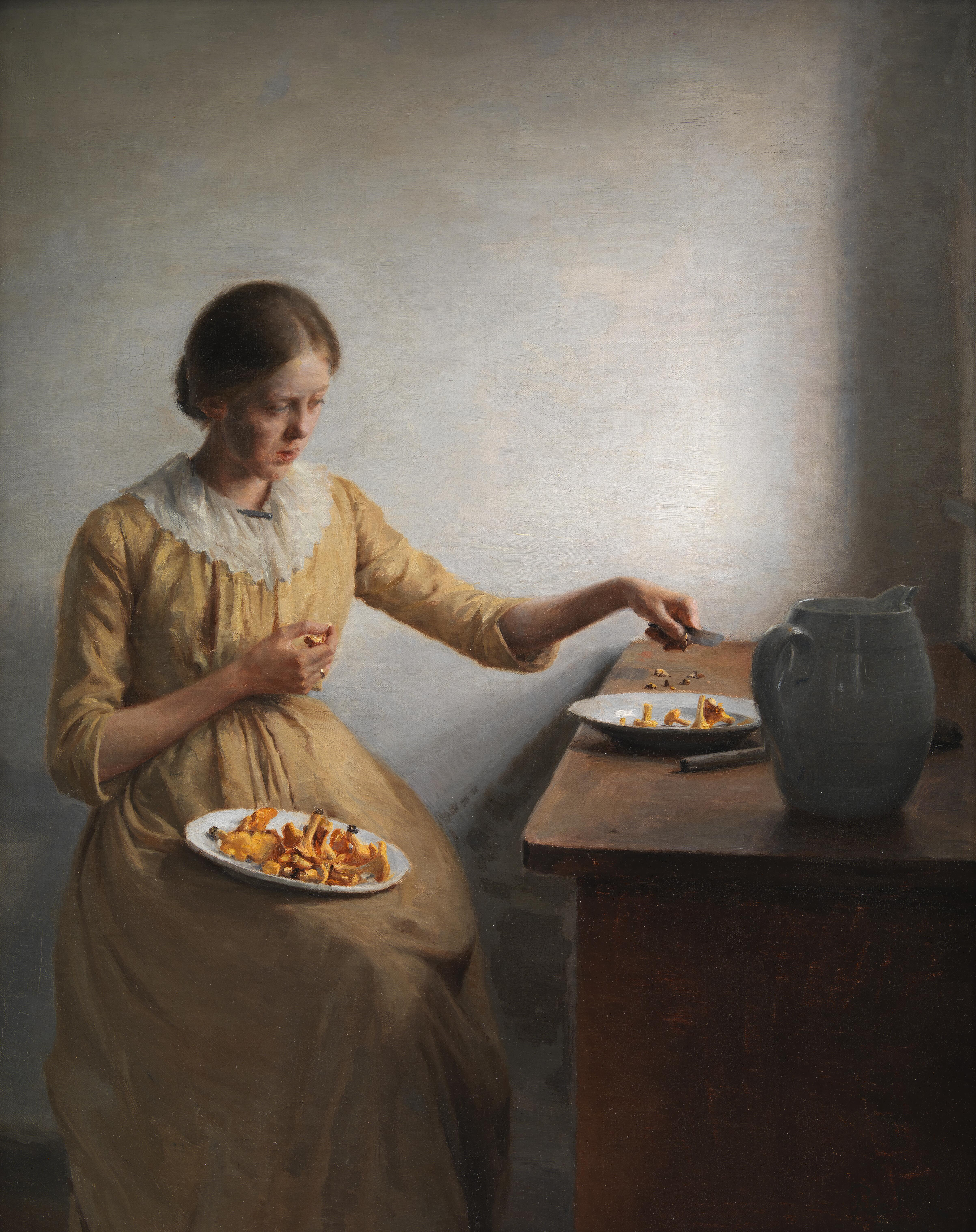
Young Girl Preparing Chantarelles (1892)
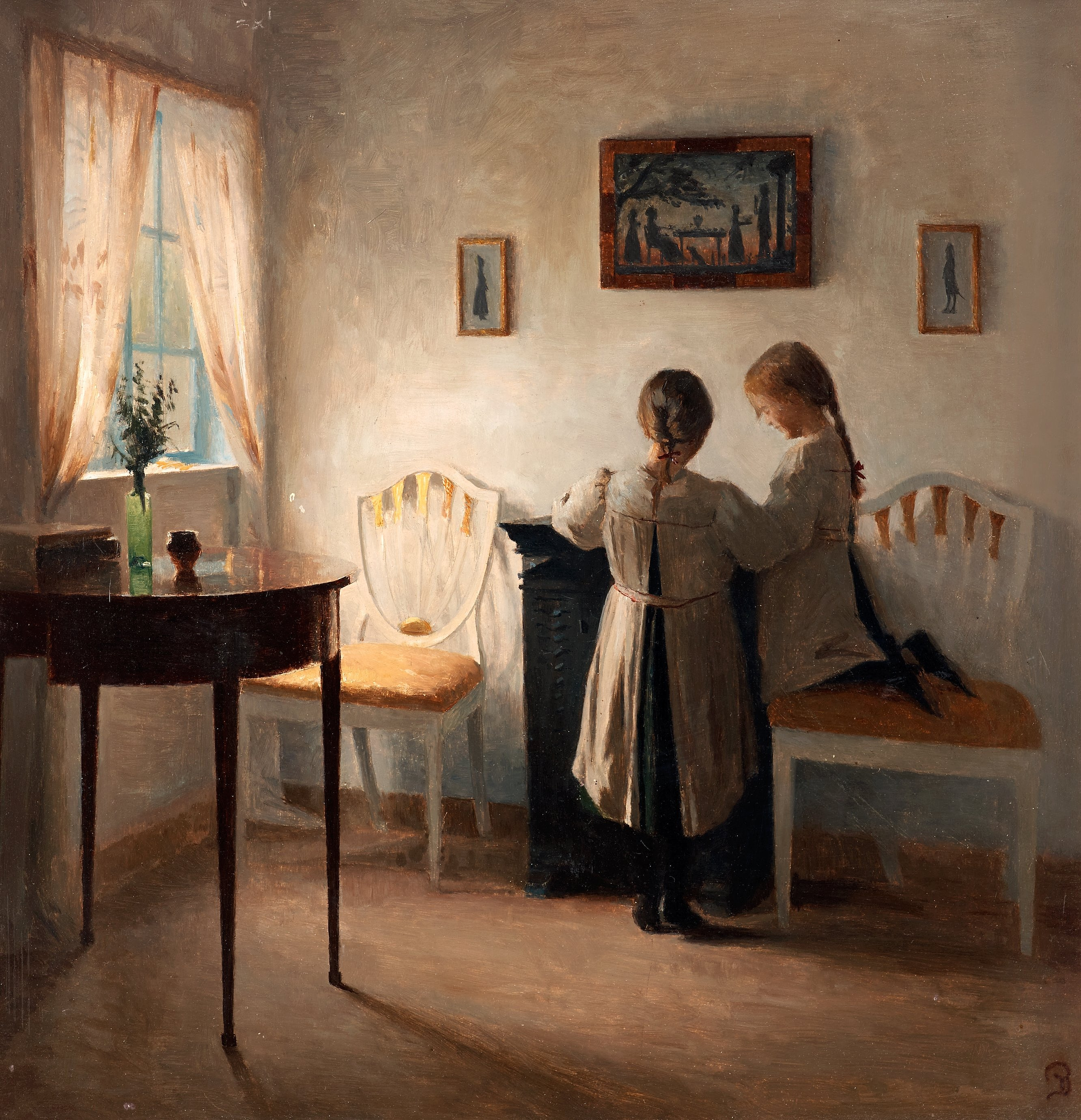
遊ぶ二人の少女 (c. 1900)
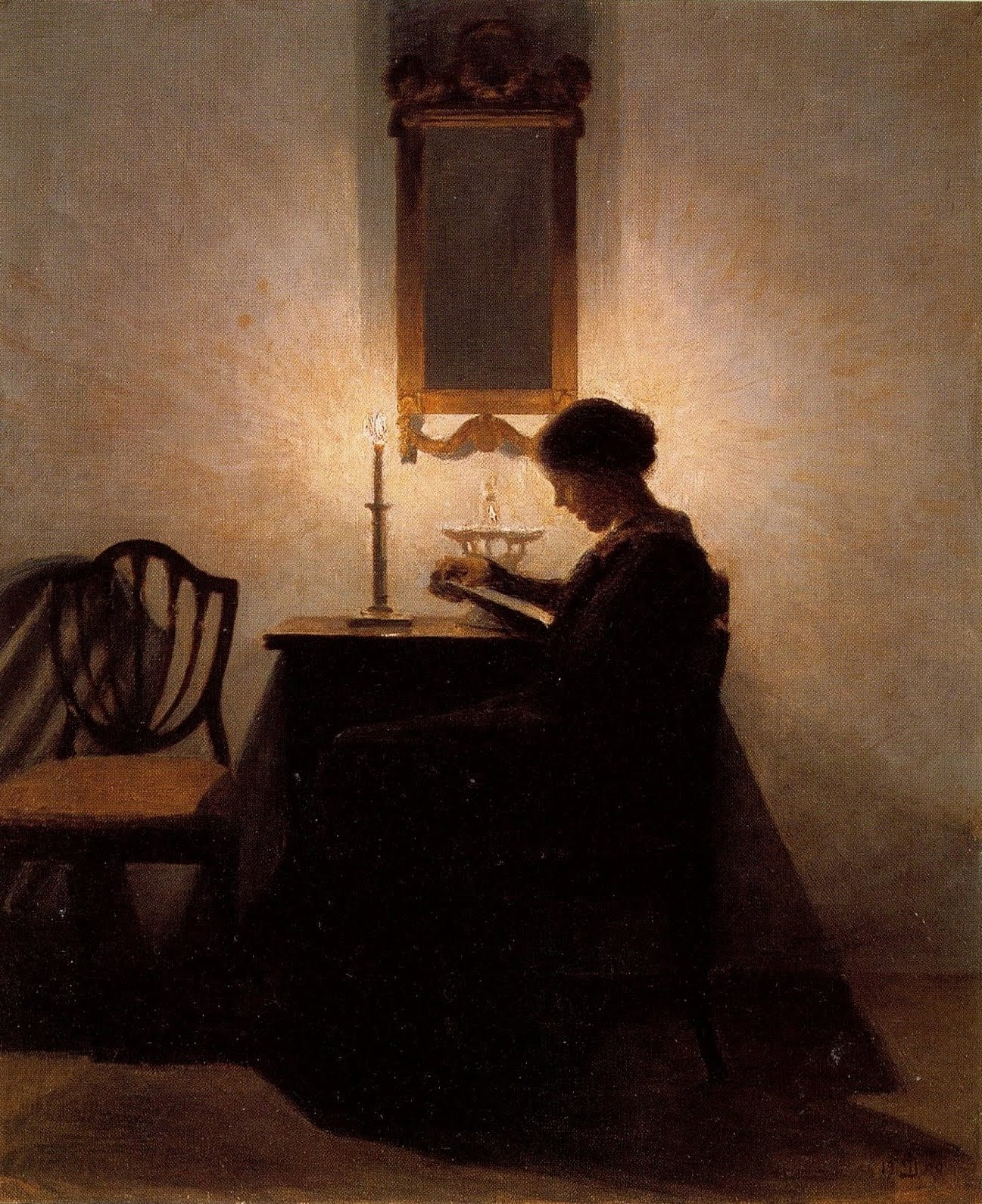
Woman reading (1907)
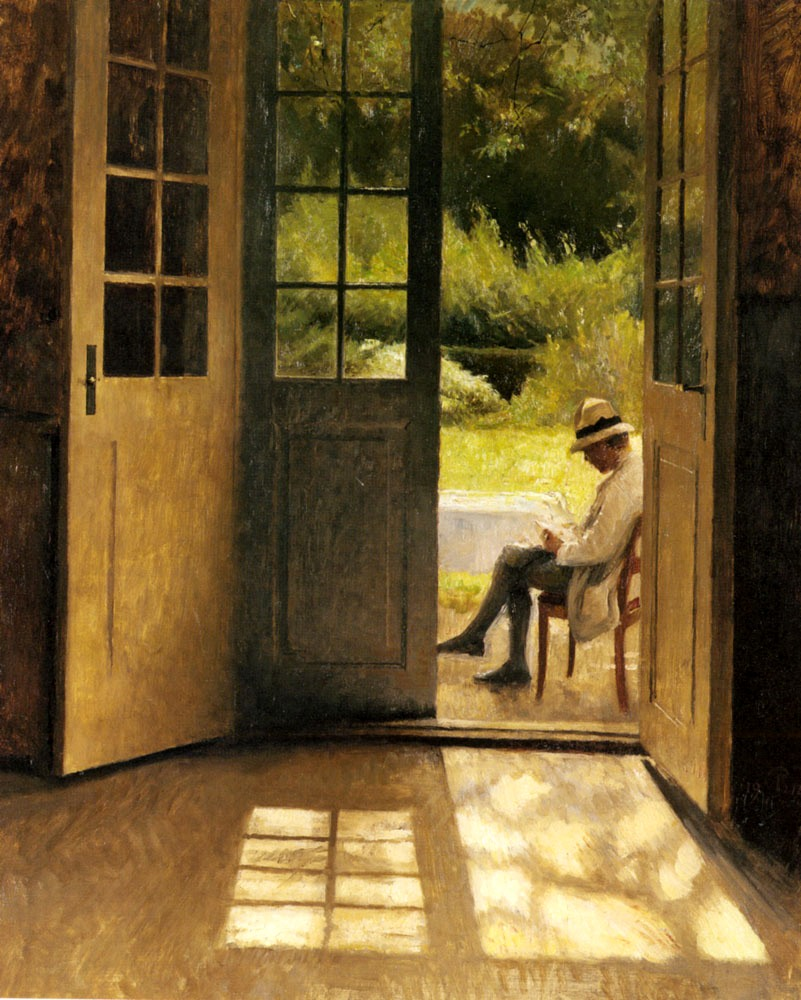
The Open Door (c. 1910)
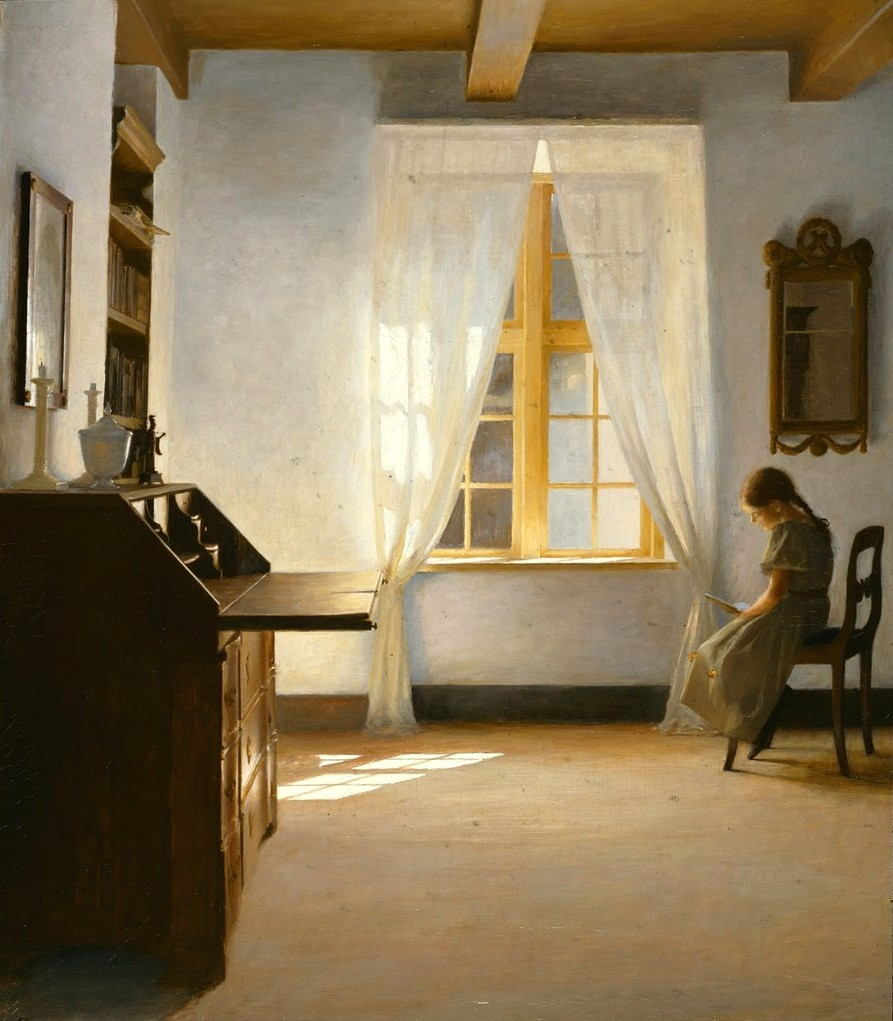
Interior With Girl Reading (c. 1910)